# Dilmun

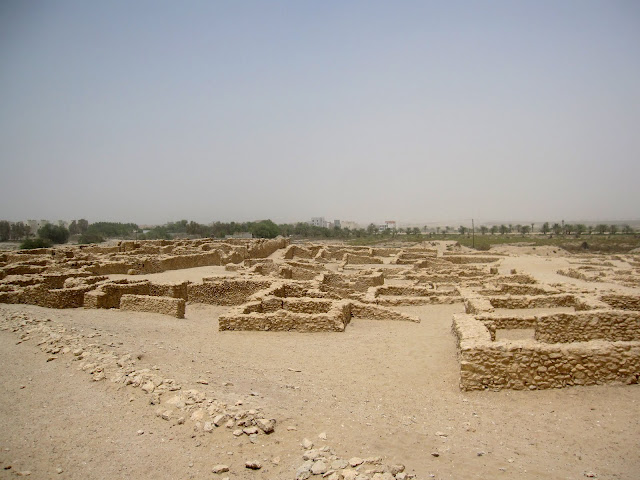
Rovine dei possibili insediamenti Dilmun

Posizione dei tumuli in Bahrain

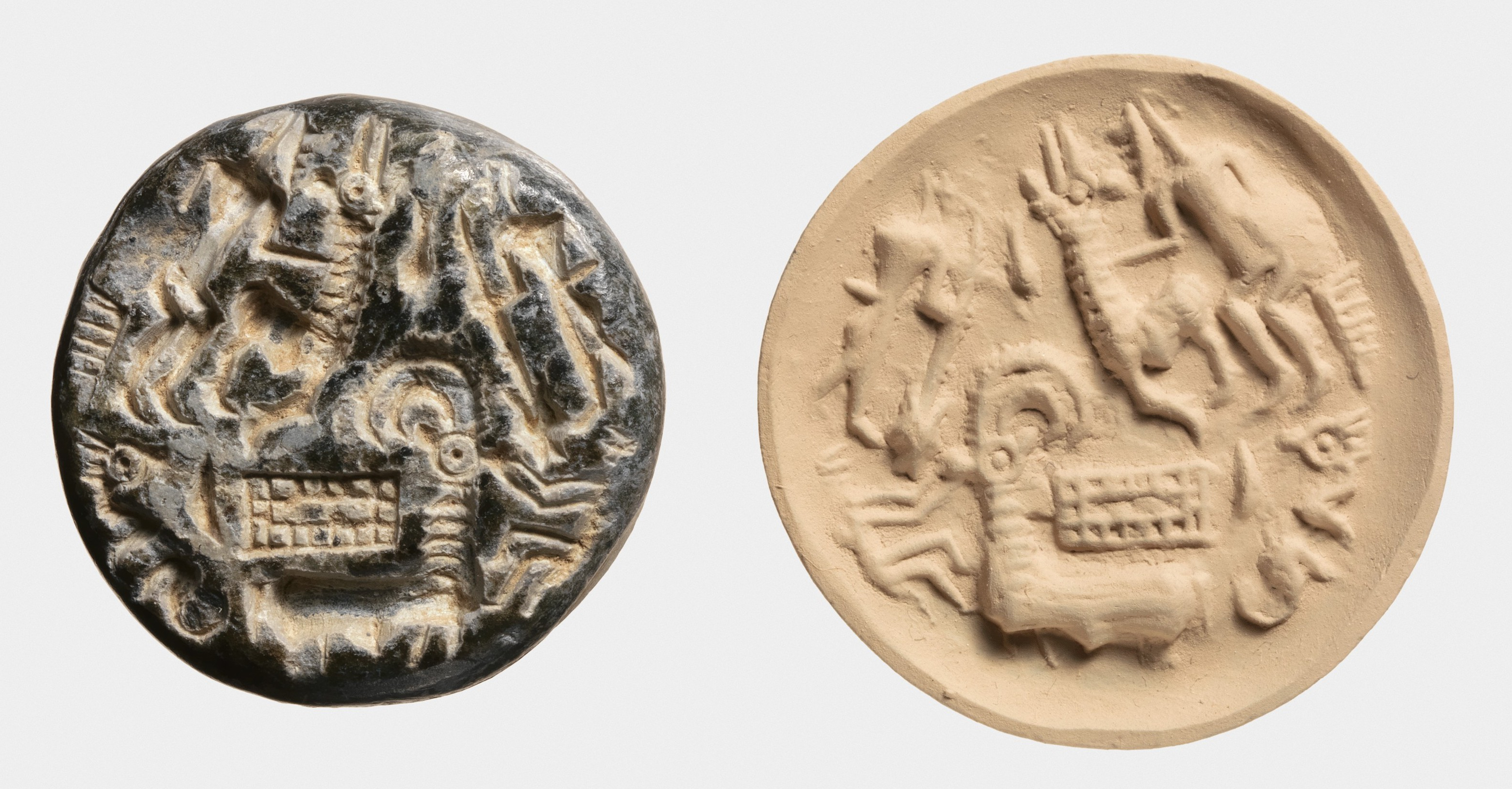
Sigillo di Dilmun con cacciatori e capre (datato all'inizio del II millennio a.C.)

Dilmun (talvolta Telmun) - spesso citato nelle iscrizioni sumeriche e in diversi ambiti letterari mesopotamici - è una città del Bahrain, da cui prende il nome anche un'antica cultura locale.
La zona era conosciuta come il leggendario "Giardino dell'Eden" per la quantità di acqua sorgiva che allora sgorgava. Durante l'età del Bronzo la zona costituiva uno degli snodi chiave delle rotte commerciali fra la Mesopotamia e la Valle dell'Indo. Si conosce qui un importante luogo di culto del dio mesopotamico Enki, signore delle acque sotterranee.

## Storia
Ziusudra, l'ultimo re di Shurupag prima del diluvio secondo la lista dei re sumeri, sbarcò a Dilmun dopo il diluvio secondo la narrazione del diluvio sumero.
Sargon di Akkad (2356-2300 a.C. circa) afferma che le navi provenienti da Dilmun facevano scalo nel suo porto. Anche il regno di Elam, che controllava il commercio dello stagno, manteneva stretti contatti con Dilmun.
Dal 2050 a.C. circa esisteva un regno indipendente di Dilmun, che è menzionato sporadicamente nei testi mesopotamici, ma è noto anche grazie alle testimonianze testuali di Bahrain e Falaika. Di Isin si conoscono testi che menzionano doni reali a Dilmun. A partire dal 1750 a.C. circa, due sovrani sono noti per nome. Rimum e suo figlio Yagli-El si definiscono servitori di Inzak. Da varie fonti si sa che Inzak era la divinità principale di Dilmun. I re di questo periodo venivano sepolti in grandi tumuli a Bahrain. Intorno al 1700, Dilmun sembra aver attraversato un periodo di crisi. Gli insediamenti furono abbandonati, la costruzione di grandi tumuli per i re cessò e anche la città principale di Qalʿat al-Bahrain sembra essere stata almeno parzialmente abbandonata. Intorno al 1650 a.C. sembra esserci stato un periodo di ripresa. Vennero nuovamente eretti grandi tumuli e a questo periodo risale un re di nome Sumu-lel. A causa delle poche fonti scritte, tuttavia, è difficile farsi un'idea chiara degli sviluppi politici. Intorno al 1450 a.C., Dilmun sembra essere passata sotto il dominio della dinastia dei Paesi del Mare. Un testo di Qalʿat al-Bahrain è datato al regno di re Ea-Gamil (dal 1451 al 1460 a.C. circa).
Nel XIV secolo a.C., i Cassiti controllavano la Mesopotamia meridionale e installarono un governatore sull'isola. Due testi provenienti da Nippur indicano che Ili-ippašra era il governatore cassita a Dilmun. Inviò lettere a Illilija o Enlil-kidinni, governatore di Nippur sotto Burna-buriash II e Kurigalzu II. Una terza lettera è molto mal conservata. Un sigillo conservato al British Museum apparteneva a Uballissu-Marduk, pronipote di Usiananuri, shakkanakku di Dilmun e attesta anch'esso il dominio cassita sull'isola, ma non ha una cronologia più precisa.
Agum III, figlio di Kashtiliash, secondo la Cronaca dei primi re, ispezionò il suo esercito e marciò contro il "paese del mare". Di solito si intende la Mesopotamia meridionale, ma una tavoletta cuneiforme proveniente da Qalʿat al-Bahrain risale al regno del sovrano cassita Agum. Di solito si ritiene che sia attribuito ad Agum III. Potrebbe quindi riferirsi a una conquista del Bahrein.
Nell'VIII secolo a.C., Dilmun è citata come vassallo dell'Impero assiro e nel VI secolo a.C. faceva parte del Nuovo Impero Babilonese. Intorno all'800 a.C., Obiri avrebbe governato nel suo potente palazzo, secondo i testi cuneiformi assiri.